# Lago Lieps
El lago Lieps (en alemán: Liepssee) es un lago situado en el distrito de Llanura Lacustre Mecklemburguesa, en el estado de Mecklemburgo-Pomerania Occidental (Alemania), a una altitud de 14.8 metros; tiene un área de 431 hectáreas.